# California Dreamin’
«California Dreamin’» (с англ. — «Мечтая о Калифорнии») — песня The Mamas & the Papas, выпущенная в 1965 году. Текст песни выражает тоску автора по теплу Лос-Анджелеса во время холодной зимы в Нью-Йорке. Записана в тональности до-диез минор. В июне 1966 года Американская ассоциация звукозаписывающей индустрии присвоила песне золотой сертификат, а в 2001 году она была включена в Зал славы премии «Грэмми».
Находится на 89-м месте в списке «500 величайших песен всех времён» по версии журнала Rolling Stone. Британский журнал New Musical Express включил данную композицию в свой список «500 величайших песен всех времён», разместив её в нём на 343-й позиции.
На эту композицию создано много кавер-версий.

## История
Песня была написана в 1963 году во время проживания музыкального коллектива в Нью-Йорке. В то время Джон Филлипс работал на канале «Bravo» в направлении документальной журналистики, а Мишель Филлипс была занята в NPR. Джон Филлипс мечтал о создании такой песни и пригласил для этого Мишель. В то время Филлипсы были членами музыкального фолк-коллектива The New Journeymen, который впоследствии вошёл в The Mamas & the Papas.

## Другие версии
В 1966 году фолк/поп-группа The Seekers выпустила кавер-версию этой песни в альбоме Come the Day.
В 1978 году диско-версия песни от итальянского проекта Colorado стала популярна в европейских клубах и достигла 45-го места в британском хит-параде, в Америке кавер-версия была выпущена DJ Sammy.
В 1986 году The Beach Boys записали свою версию песни, которая достигла 57-го места в США и 40-го — в Канаде.
Версия 2004 года от Royal Gigolos покорила вершину чарта «Еврохит Топ 40» Европы Плюс, проведя там 21 неделю.
В 2009 году группа «Мумий Тролль» включила песню в альбом Comrade Ambassador, исполнив её русскоязычную версию. Русский вариант песни по смыслу близок к англоязычному оригиналу. Выход альбома был приурочен к турне группы по городам Северной Америки.
Сия (Sia) записала свою версию песни для фильма-катастрофы «Разлом Сан-Андреас». Версия была выпущена в мае 2015 года и присутствовала в трейлерах фильма. Эта версия песни достигла 92-го места в хит-параде синглов Великобритании, 44-го места в Scottish Singles Chart, и 87-го места в чарте синглов Национального Синдиката Звукозаписи.

## Чарты
| Чарт(1966)                    | Высшая позиция |
| ----------------------------- | -------------- |
| Australia (Kent Music Report) | 87             |
| Canada RPM Top Singles        | 3              |
| New Zealand (Listener)        | 14             |
| UK Singles (OCC)              | 23             |
| US Billboard Hot 100          | 4              |
| US Cash Box Top 100           | 4              |

| Чарт(1966)           | Позиция |
| -------------------- | ------- |
| US Billboard Hot 100 | 10      |
| US Cash Box          | 1       |

## Сертификации
| Регион | Сертификация | Продажи    |
| --- | ------------ | ---------- |
| Дания (IFPI Danmark) | Золотой      | 45 000     |
| Италия (FIMI) | Золотой      | 35 000     |
| Великобритания (BPI) | Платиновый   | 600 000    |
| США (RIAA) | Золотой      | 1 000 000^ |
| ^ Данные о тиражах приведены только на основе сертификации. · Данные о продажах + прослушиваниях приведены только на основе сертификации. |              |            |